# Anycles affinis
Anycles affinis là một loài bướm đêm thuộc phân họ Arctiinae, họ Erebidae.